# Udupi (huyện)
Huyện Udupi là một huyện thuộc bang Karnataka, Ấn Độ. Thủ phủ huyện Udupi đóng ở Udupi. Huyện Udupi có diện tích 3879 ki lô mét vuông. Đến thời điểm năm 2001, huyện Udupi có dân số 1109494 người.